# Chambost-Longessaigne
Chambost-Longessaigne ist eine französische Gemeinde mit 923 Einwohnern (Stand: 1. Januar 2022) im Département Rhône in der Region Auvergne-Rhône-Alpes. Sie gehört zum Arrondissement Lyon und zum Kanton L’Arbresle (bis 2015: Kanton Saint-Laurent-de-Chamousset). Die Einwohner werden Chambostiens genannt.

## Geographie
Chambost-Longessaigne liegt etwa 35 Kilometer westlich von Lyon in den Monts du Lyonnais. Durch die Gemeinde fließt der Loise. Umgeben wird Chambost-Longessaigne von den Nachbargemeinden Panissières im Norden und Nordwesten, Villechenève im Nordosten, Longessaigne im Osten, Saint-Clément-les-Places im Südosten, Saint-Martin-Lestra im Süden sowie Essertines-en-Donzy im Westen und Südwesten.

## Bevölkerungsentwicklung
| Jahr                       | 1962 | 1968 | 1975 | 1982 | 1990 | 1999 | 2006 | 2012 |
| Einwohner                  | 910  | 817  | 710  | 675  | 632  | 714  | 803  | 886  |
| Quellen: Cassini und INSEE |      |      |      |      |      |      |      |      |

## Sehenswürdigkeiten
- Kirche Saint-Maurice, im 19. Jahrhundert im neogotischen Stil errichtet
- Kapelle Le Mortier im 17. Jahrhundert erbaut
- Schloss aus dem 18. Jahrhundert